# 2008
Cette page concerne l'année 2008 (MMVIII en chiffres romains) du calendrier grégorien. Pour l'année 2008 av. J.-C., voir 2008 av. J.-C.
 (janvier 2025).
2008 est une année bissextile qui commence un mardi. C'est la 2008e année de notre ère, la 8e du IIIe millénaire et du XXIe siècle et la 9e de la décennie 2000-2009.
Elle a été déclarée année des mathématiques en Allemagne, année internationale de l'assainissement, année internationale des langues et année internationale de la pomme de terre par l'ONU.

## Autres calendriers
L'année 2008 du calendrier grégorien correspond aux dates suivantes :
- Calendrier berbère : 2957 / 2958
- Calendrier chinois : 4705 / 4706 (le Nouvel An chinois 4706 de l’année du rat de terre a lieu le 7 février 2008[4])
- Calendrier hébraïque : 5768 / 5769 (le 1er tishri 5769 a lieu le 30 septembre 2008[5])
- Calendrier indien : 1929 / 1930 (le 1er chaitra 1930 a lieu le 21 mars 2008[5])
- Calendrier japonais : 20 de l'Ère Heisei (le calendrier japonais utilise les jours grégoriens)
- Calendrier musulman : 1428 / 1429 / 1430 (le 1er mouharram 1429 a lieu le 10 janvier 2008, le 1er mouharram 1430 le 29 décembre 2008[5])
- Calendrier persan : 1386 / 1387 (le 1er farvardin 1387 a lieu le 20 mars 2008[5])
- Calendrier républicain : 215 / 216 (le 1er vendémiaire 216 a lieu le 22 septembre 2008[5])
  - Jours juliens : 2 454 466,5 à 2 454 831,5[6],[5]

## Chronologie territoriale

### Monde
L'année 2008 compte 1 seconde supplémentaire. En effet, à cause du ralentissement de la rotation de la Terre, le Bureau International des poids et mesures a décidé d'ajouter 1 seconde à la dernière minute de l'année 2008.

## Chronologie mensuelle
Janvier - Février - Mars - Avril - Mai - Juin - Juillet - Août - Septembre - Octobre - Novembre - Décembre

## Distinctions internationales

### Prix Nobel
Les lauréats du Prix Nobel en 2008 sont :
- Prix Nobel de physique : Makoto Kobayashi, Toshihide Maskawa et Yoichiro Nambu.
- Prix Nobel de chimie : Osamu Shimomura, Martin Chalfie et Roger Tsien.
- Prix Nobel de physiologie ou médecine : Harald zur Hausen, Françoise Barré-Sinoussi et Luc Montagnier.
- Prix Nobel de littérature : J. M. G. Le Clézio.
- Prix Nobel de la paix : Martti Ahtisaari.
- « Prix Nobel » d'économie : Paul Krugman.

### Autres prix
- Prix Pritzker (architecture) : Jean Nouvel.

## Décès en 2008

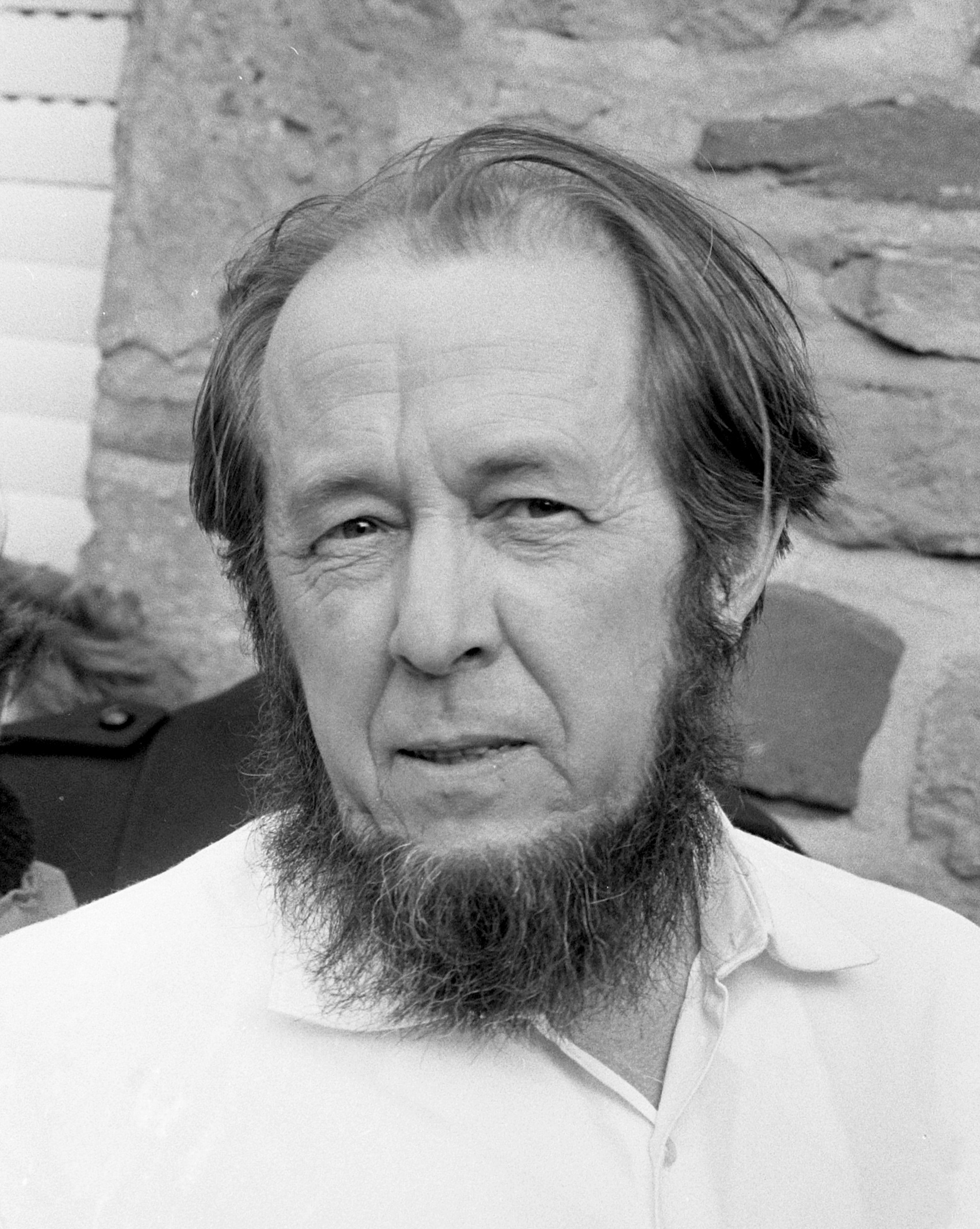
Alexandre Soljenitsyne.

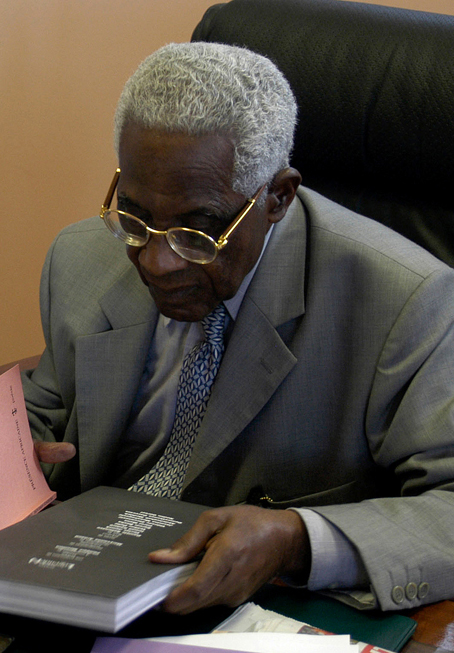
Aimé Césaire

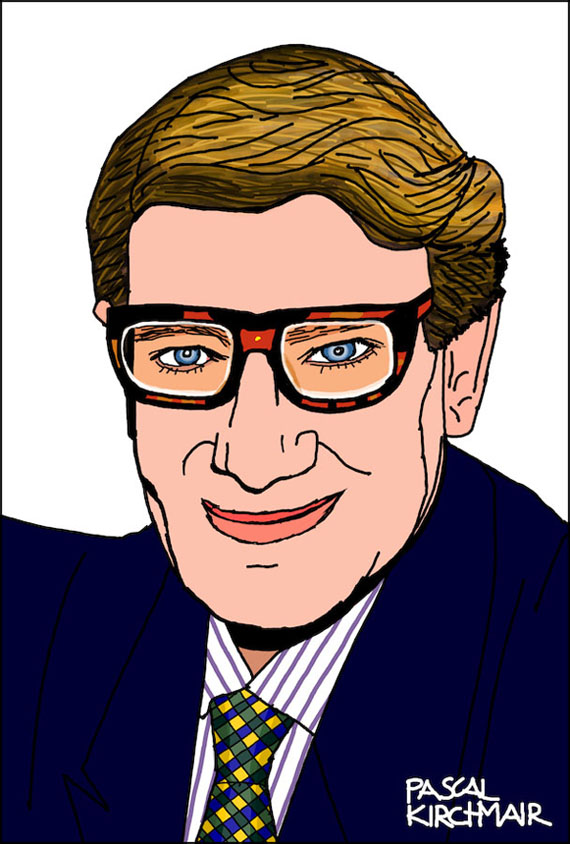
Yves Saint Laurent

Personnalités majeures décédées en 2008
- 17 janvier : Carlos (chanteur français)
- 27 janvier : Soeharto (général et homme politique indonésien)
- 13 février : Henri Salvador (chanteur français)
- 18 février : Alain Robbe-Grillet (écrivain français)
- 5 avril : Charlton Heston (acteur américain)
- 17 avril : Aimé Césaire (écrivain et homme politique français)
- 12 mai : Robert Rauschenberg (peintre, plasticien et lithographe américain)
- 26 mai : Sydney Pollack (cinéaste américain)
- 1er juin : Yves Saint Laurent (couturier français)
- 3 août : Alexandre Soljenitsyne (écrivain russe)
- 18 septembre : Mauricio Kagel (compositeur argentin)
- 26 septembre : Paul Newman (acteur américain)
- 20 octobre : Sœur Emmanuelle (religieuse belge,française et égyptienne)
- 24 décembre : Harold Pinter (auteur dramatique britannique)